# Domenico Maria De Mari
Il Serenissimo Domenico Maria De Mari (Genova, 1653 – Genova, 1726) fu il 139º doge della Repubblica di Genova e re di Corsica.

## Biografia

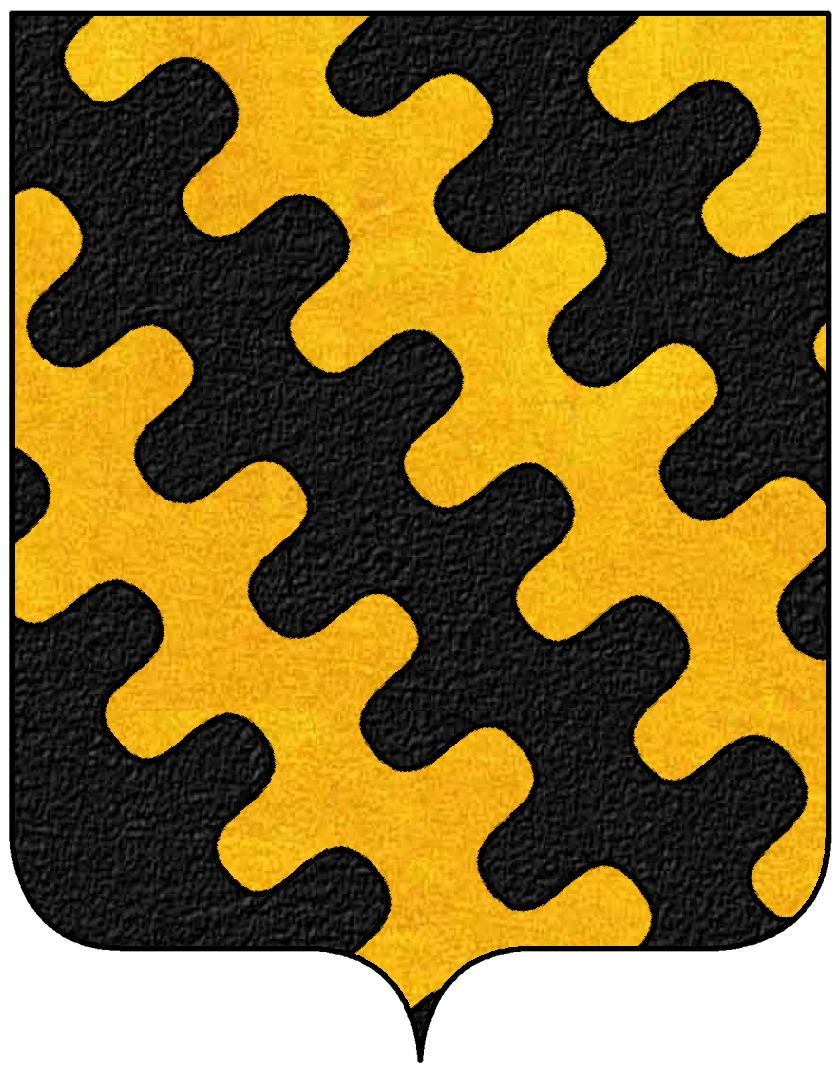
Stemma nobiliare dei De Mari

### Primi anni

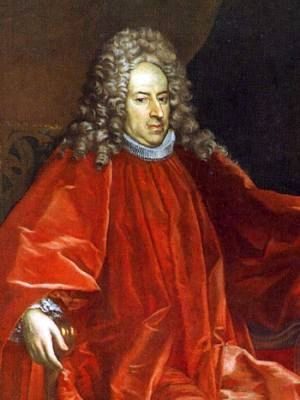
Dipinto del nobile

Figlio di Stefano De Mari (doge di Genova nel biennio 1663-1665) e di Livia Maria Lercari, nacque a Genova nel 1653 dove venne battezzato nella basilica di San Siro con atto del 28 aprile 1653. Anche il suo fratellastro, Girolamo, salì al dogato tra il 1699 e il 1701).
Dopo gli studi Domenico Maria De Mari si occupò a Genova dello sviluppo delle attività bancarie della famiglia e dei rispettivi traffici commerciali, ma è probabile che risiedette anche per alcuni periodi in Spagna dove, assieme ad altri possedimenti nel meridione d'Italia, la famiglia De Mari concentrò i propri interessi economici. Tuttavia fu impiegato anche nell'attività di stato, prettamente nelle materie legate all'economia, con la nomina nei magistrati della Moneta e dei Cambi e in altre commissioni finanziarie tra il 1680 e il 1700. Nel 1698 fu eletto per la prima volta senatore della Repubblica e nel 1704 supremo sindacatore.

### Il dogato e gli ultimi anni
Il 9 settembre 1707 Domenico Maria De Mari venne eletto dai membri del Gran Consiglio nuovo doge della Repubblica di Genova con 374 voti favorevoli su 596: il novantaquattresimo in successione biennale e il centotrentanovesimo nella storia repubblicana. Il 12 novembre fu solennemente incoronato nella cattedrale di San Lorenzo alla presenza del vescovo di Savona Vincenzo Maria Durazzo. In qualità di doge fu investito anche della correlata carica biennale di re di Corsica.
L'inizio del suo mandato fu ancora contraddistinto dal perdurare della guerra di successione spagnola che nonostante uno status d'indipendenza militare e politica tra le parti assunta dalla repubblica, ebbe comunque echi e strascichi pure all'interno dei confini genovesi. Tuttavia, grazie all'abilità diplomatica del fratello Francesco De Mari, il doge riuscì ad evitare il passaggio delle truppe sabaude di Eugenio di Savoia nel territorio ligure dietro consegna di 40.000 doppie.
Omaggiato negli Annali della Repubblica di Genova di Filippo Maria Casoni, Domenico Maria De Mari cessò la carica il 9 settembre 1709. Continuò a servire lo stato genovese in diverse magistrature, tra queste quella della Guerra.
Gli storici annotano al 1716 la data presunta della morte, ma in altri scritti successivi si confermerebbe la sua presenza in Spagna, in vita, ancora fino al 1721 dove collaborò al risolversi di una questione diplomatica tra la corona spagnola, Genova ed un marchese Spinola.
Domenico Maria De Mari - forse deceduto nel 1726 - fu sepolto a Genova nella chiesa di Santa Maria della Sanità.
Dal matrimonio con Isabella Spinola ebbe i figli Stefano Maria (1679) e Francesco Agostino (1688).